# Красногвардеец (посёлок, Оренбургская область)
Красногвардеец — посёлок в Бузулукском районе Оренбургской области. Административный центр Красногвардейского сельсовета.

## География
Посёлок находится на левом берегу реки Самара в 10 км к юго-востоку от Бузулука и в 210 км к северо-западу от Оренбурга.
В посёлке расположена узловая ж.-д. станция Красногвардеец-2 на стыке линий Самара — Оренбург и Пугачёвск — Красногвардеец-2.
Вблизи посёлка проходит автодорога М5 (участок Самара — Оренбург).

## Население
| 2002 | 2003  | 2010  | 2021  |
| ---- | ----- | ----- | ----- |
| 3857 | ↗4113 | ↘3608 | ↘3508 |

## Достопримечательности

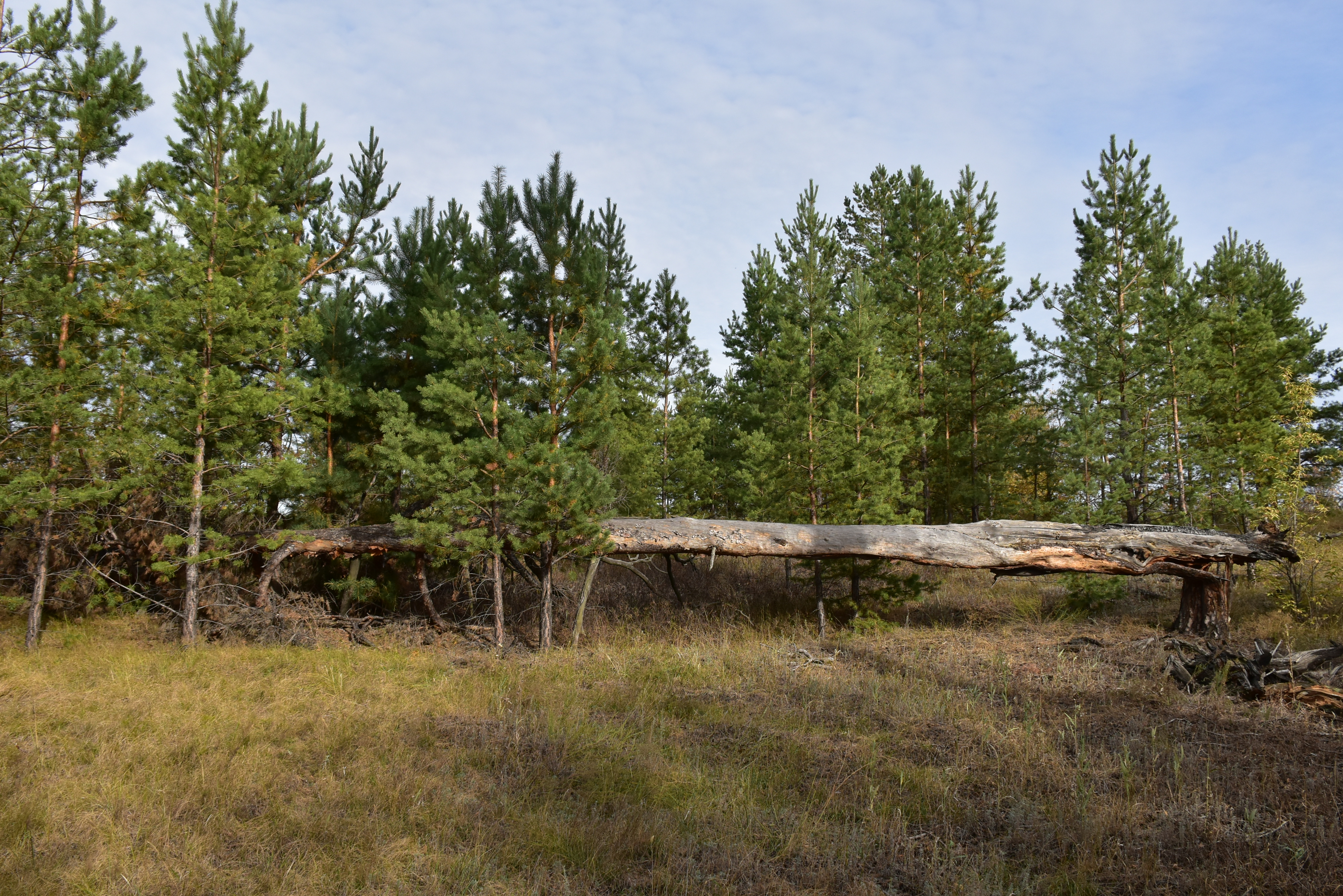
Никифоровские сосны

- Ботанический памятник природы «Никифоровские реликтовые сосны». Расположен в 4 км к северу-востоку от посёлка.
- Обелиск воинам-землякам, погибшим на фронтах ВОВ в 1941—1945 гг.

## Известные жители
- Марченко Антон Александрович посмертно награждён медалью Герой России.